# Солунски октоих
Солунският октоих е среднобългарски пергаментен ръкопис, пазен на две отделни части (№ 556, 922) в Националната библиотека „Св. св. Кирил и Методий“.
Там е постъпил от Солун. Други сведения за историята му няма.
Съдържал е всичките 8 музикални гласа на богослужебната книга октоих (осмогласник), но сега са запазенаи само части от тях. Датира от XIII век.